# Creepy (film)
Pour plus de détails, voir Fiche technique et Distribution.
Creepy (Kurîpî) est un film japonais réalisé par Kiyoshi Kurosawa, sorti en 2016. C'est l'adaptation du roman de Yutaka Maekawa. Il est présenté hors-compétition à la Berlinale 2016.

## Synopsis
Takakura et Yasuko emménagent dans un nouveau quartier. Lui est un ancien policier maintenant professeur de criminologie spécialisé dans les serial-killers, elle est une femme au foyer passionnée de cuisine. Dans le cadre de ses cours, Takakura mène des recherches sur le cas non résolu de la disparition d’une famille entière et il ne lui faudra pas beaucoup de temps pour tirer des parallèles entre un mystérieux personnage évoqué dans cette vieille affaire et son étrange voisin Nishino. Une partie d’échec s’engage entre les deux hommes.

## Fiche technique
- Titre original : Kurîpî
- Titre français : Creepy
- Réalisation : Kiyoshi Kurosawa
- Scénario : Kiyoshi Kurosawa et Chihiro Ikeda d'après le roman de Yutaka Maekawa
- Pays d'origine : Japon
- Format : Couleurs - 35 mm
- Genre : thriller
- Durée : 130 minutes
- Date de sortie : 2016
  -  Suisse : 2 juillet 2016 (Festival international du film fantastique de Neuchâtel 2016)
  - France : 14 juin 2017 (sortie nationale)
- Film interdit aux moins de 12 ans lors de sa sortie en France

## Distribution
- Hidetoshi Nishijima : Takakura
- Yūko Takeuchi : Yasuko
- Teruyuki Kagawa : Nishino
- Masahiro Higashide : Nogami
- Haruna Kawaguchi : Saki
- Ryōko Fujino : Mio